# Ordonnance (christianisme évangélique)
Pour les articles homonymes, voir Ordonnance.
Une ordonnance est un rite symbolique dans le christianisme évangélique.

## Doctrine
Dans les églises du christianisme évangélique, adhérant à la doctrine de l’Église de professants, les deux ordonnances pratiquées sont le baptême du croyant (par immersion dans l'eau) et la Sainte-Cène. Elles ont une signification uniquement symbolique, à la différence des sacrements dans les autres églises chrétiennes qui sont vus comme un moyen d’obtenir la grâce de Dieu. Certaines dénominations baptistes et pentecôtistes pratiquent aussi le lavement des pieds comme troisième ordonnance,.